# Marbeuf
Pour les articles homonymes, voir Marbeuf (homonymie).

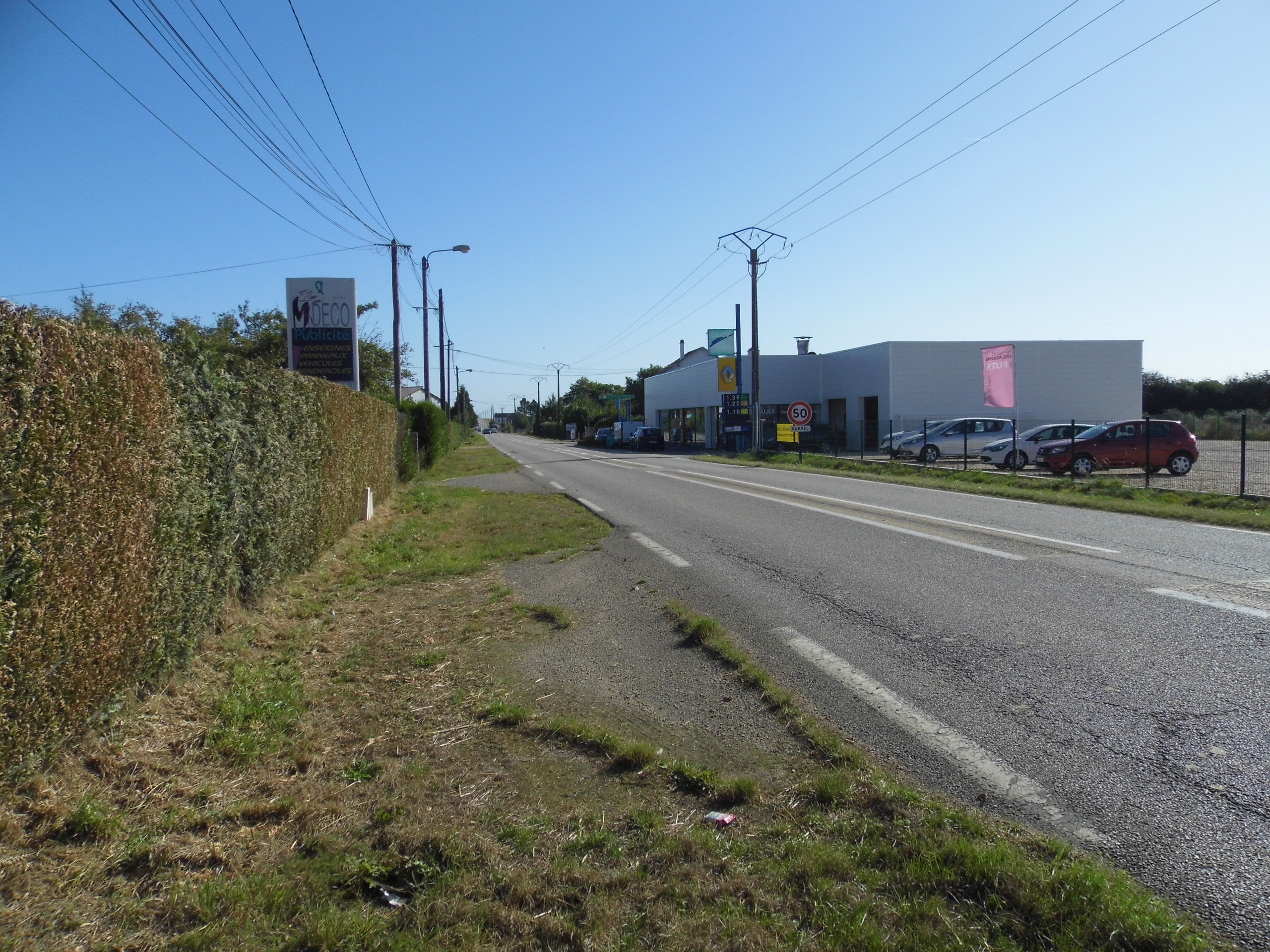
Entrée de ville.

Marbeuf est une commune française située dans le département de l'Eure, en région Normandie.

## Géographie

### Localisation
Marbeuf est une commune du centre du département de l'Eure. Elle se situe au milieu du plateau du Neubourg, une région naturelle caractérisée par son paysage ouvert composé de grandes étendues de cultures. À vol d'oiseau, la commune est à 4,5 km à l'est du Neubourg, à 20 km au nord-ouest d'Évreux et à 33 km au sud de Rouen.
| Iville               | Cesseville               |                          |
| Crosville-la-Vieille | Marbeuf                  | Saint-Aubin-d'Écrosville |
|                      | Saint-Aubin-d'Écrosville | Saint-Aubin-d'Écrosville |

### Hydrographie
La commune est située dans le bassin Seine-Normandie. Elle n'est drainée par aucun cours d'eau,.

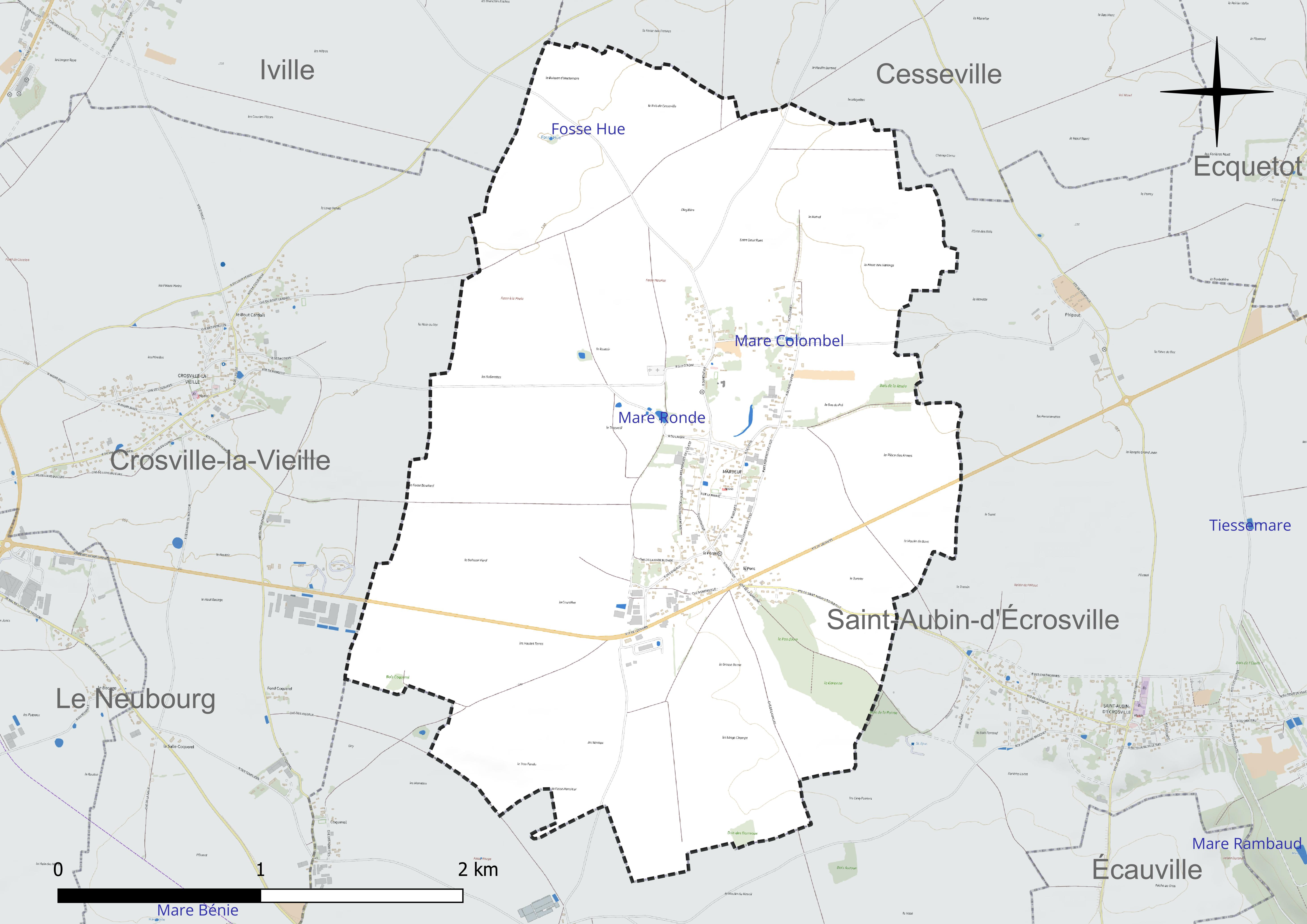
Réseau hydrographique de Marbeuf.

Trois plans d'eau complètent le réseau hydrographique : la fosse Hue (0 ha), la mare Colombel (0,1 ha) et la mare Ronde (0,2 ha),.

### Climat
Pour des articles plus généraux, voir Climat de la Normandie et Climat de l'Eure.
En 2010, le climat de la commune est de type climat océanique dégradé des plaines du Centre et du Nord, selon une étude du CNRS s'appuyant sur une série de données couvrant la période 1971-2000. En 2020, Météo-France publie une typologie des climats de la France métropolitaine dans laquelle la commune est exposée à un climat océanique et est dans la région climatique Côtes de la Manche orientale, caractérisée par un faible ensoleillement (1 550 h/an) ; forte humidité de l’air (plus de 20 h/jour avec humidité relative > 80 % en hiver), vents forts fréquents. Parallèlement le GIEC normand, un groupe régional d’experts sur le climat, différencie quant à lui, dans une étude de 2020, trois grands types de climats pour la région Normandie, nuancés à une échelle plus fine par les facteurs géographiques locaux. La commune est, selon ce zonage, exposée à un « climat des plateaux abrités », correspondant aux plaines agricoles de l’Eure, avec une pluviométrie beaucoup plus faible que dans la plaine de Caen en raison du double effet d’abri provoqué par les collines du Bocage normand et par celles qui s’étendent sur un axe du Pays d'Auge au Perche.
Pour la période 1971-2000, la température annuelle moyenne est de 10,3 °C, avec une amplitude thermique annuelle de 13,7 °C. Le cumul annuel moyen de précipitations est de 748 mm, avec 12,2 jours de précipitations en janvier et 8,3 jours en juillet. Pour la période 1991-2020, la température moyenne annuelle observée sur la station météorologique la plus proche, située sur la commune de Louviers à 16 km à vol d'oiseau, est de 11,8 °C et le cumul annuel moyen de précipitations est de 719,5 mm,. Pour l'avenir, les paramètres climatiques de la commune estimés pour 2050 selon différents scénarios d’émission de gaz à effet de serre sont consultables sur un site dédié publié par Météo-France en novembre 2022.

## Urbanisme

### Typologie
Au 1er janvier 2024, Marbeuf est catégorisée commune rurale à habitat dispersé, selon la nouvelle grille communale de densité à 7 niveaux définie par l'Insee en 2022.
Elle est située hors unité urbaine. Par ailleurs la commune fait partie de l'aire d'attraction de Louviers, dont elle est une commune de la couronne,. Cette aire, qui regroupe 44 communes, est catégorisée dans les aires de 50 000 à moins de 200 000 habitants,.

### Occupation des sols
L'occupation des sols de la commune, telle qu'elle ressort de la base de données européenne d’occupation biophysique des sols Corine Land Cover (CLC), est marquée par l'importance des territoires agricoles (91,7 % en 2018), une proportion sensiblement équivalente à celle de 1990 (92 %). La répartition détaillée en 2018 est la suivante :
terres arables (85,1 %), zones agricoles hétérogènes (6,7 %), zones urbanisées (6 %), forêts (2,3 %). L'évolution de l’occupation des sols de la commune et de ses infrastructures peut être observée sur les différentes représentations cartographiques du territoire : la carte de Cassini (XVIIIe siècle), la carte d'état-major (1820-1866) et les cartes ou photos aériennes de l'IGN pour la période actuelle (1950 à aujourd'hui).

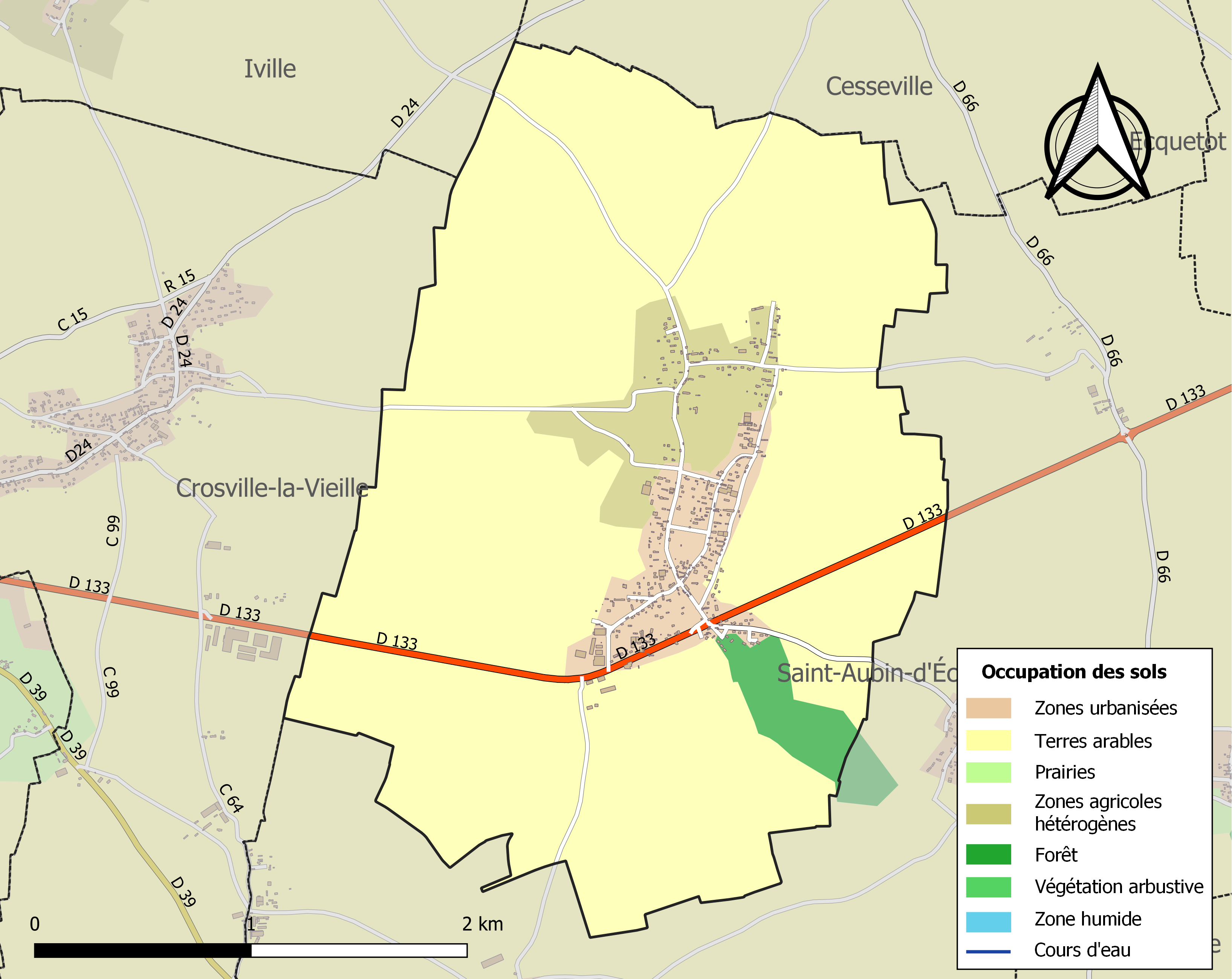
Carte des infrastructures et de l'occupation des sols de la commune en 2018 (CLC).

## Toponymie
Le nom de la localité est mentionné sous la forme Marbuet au XIe siècle (cartulaire de Préaux), Marbodium 1181 (bulle du pape Lucius III), Mareboe en 1202 (rot. Normanniæ), Marbotum en 1221 (charte de Raoul de Cierrey), Marbue en 1247, Marboe en 1250 (charte de Saint-Étienne de Renneville), Marbeuf en 1452, Marebeuf en 1562 (arrière-ban), Marbeuf en 1793 et en 1801.
Nom de lieu issu du norrois et composé des éléments marr « mare », à l'origine du terme normand mare passé au français vers le XVIe siècle, et both (comprendre vieux norrois de l'est bóð) « village », d'où le sens global de « village de la mare ». Le sens usuel de bóð est plutôt « petite bâtisse, baraque » cf. anglais booth de même origine. Ce second élément explique les toponymes normands en -beuf (parfois graphiés -bœuf)
Cette formation toponymique semble analogue à celle de Martot, dans la mesure où marr apparaît en première position, suivi l'appellatif -tot, issu du norrois topt « emplacement à bâtir ».
Remarque : Marbeuf à Sahurs (Seine-Maritime) est attesté comme appartenant à une famille de Marbeuf, dont Pierre de Marbeuf, poète baroque né dans cette paroisse. La famille tenait peut-être son nom de De Marbeuf de Marbeuf dans l'Eure. C'est aussi vraisemblablement le cas de la famille bretonne De Marbeuf et des différents lieux-dits de l'ouest de la France Marbeuf, Marbœuf.

## Histoire
Une des premières traces écrites de Marbeuf remonte au XIIe siècle lorsque l'église est donnée à l'abbaye du Bec-Hellouin par Guillaume IV de Garlande et son épouse Idoine.
Cette ancienne seigneurie appartenait jusqu'en 1757 à la famille d'Aché et en 1789 à M. Aimé Thomas Laurent de Paul de Marbeuf (1736-2 décembre 1812), principal propriétaire, conseiller au Parlement de Normandie. Cette famille conserva le titre jusqu'en 1831, époque à laquelle Annette de Paul de Marbeuf (1806-1880) épousa le vicomte Adolphe Odoard du Hazé (1803-1879) auquel elle apporta la terre de Marbeuf.
Le village de Marbeuf se trouvait sous trois autorités différentes, témoignage sûrement d'une certaine richesse.
On trouve donc à Marbeuf un ancien presbytère (dépendant de l'évêché), un prieuré (rattaché à la grande abbaye Notre-Dame du Bec, et un château pour le noble du village (rattaché à la puissante famille des ducs d'Harcourt).
L'église Saint-Christophe, dont la façade a été refaite au début du XXe siècle, possède de très belles fresques Renaissance contant la vie de saint Christophe. Ces fresques ont été redécouvertes lors de la messe de Noël 1972 lorsque des traces de peinture ont affleuré sous le plâtre. La moitié des fresques ont été perdues lors de la restauration du côté nord de la nef.
On trouve aussi dans cette église, le gisant de Guy d'Aché, noble du village, soldat d'Henri IV, blessé lors d'un siège et mort quelques années après en 1608.

## Politique et administration
| Période                                  | Période | Identité                                     | Étiquette   | Qualité     |
| ---------------------------------------- | ------- | -------------------------------------------- | ----------- | ----------- |
| 1790                                     | 1791    | David Armand Cirette                         |             |             |
| 1795                                     |         | Julien Louis Poligne                         |             |             |
| 1800                                     | 1807    | David Armand Cirette                         |             |             |
| 1807                                     | 1812    | Ainé Thomas Laurent de Paul de Marbeuf       |             |             |
| 1858                                     | 1870    | Louis Armand Cirette (17/11/1826-13/09/1882) | Républicain |             |
| 1871                                     | 1878    | Louis Armand Cirette (17/11/1826-13/09/1882) | Républicain |             |
| 1936                                     |         | M. Cirette                                   |             |             |
|                                          | 1984    | M. Dantan                                    | SE          |             |
| 1984                                     | 1990    | M. Hervieu                                   | SE          |             |
| 1990                                     |         | Bertrand Carpentier                          | DVD         | Agriculteur |
| Les données manquantes sont à compléter. |         |                                              |             |             |

## Démographie
En 1789, 125 feux sont recensés.
En 1790, il y a 83 citoyens actifs.

L'évolution du nombre d'habitants est connue à travers les recensements de la population effectués dans la commune depuis 1793. Pour les communes de moins de 10 000 habitants, une enquête de recensement portant sur toute la population est réalisée tous les cinq ans, les populations de référence des années intermédiaires étant quant à elles estimées par interpolation ou extrapolation. Pour la commune, le premier recensement exhaustif entrant dans le cadre du nouveau dispositif a été réalisé en 2006.

En 2022, la commune comptait 487 habitants, en évolution de +7,03 % par rapport à 2016 (Eure : −0,25 %, France hors Mayotte : +2,11 %).
| 1793 | 1800 | 1806 | 1821 | 1831 | 1836 | 1841 | 1846 | 1851 |
| ---- | ---- | ---- | ---- | ---- | ---- | ---- | ---- | ---- |
| 540  | 635  | 643  | 556  | 556  | 513  | 468  | 453  | 455  |

| 1856 | 1861 | 1866 | 1872 | 1876 | 1881 | 1886 | 1891 | 1896 |
| ---- | ---- | ---- | ---- | ---- | ---- | ---- | ---- | ---- |
| 430  | 430  | 353  | 338  | 342  | 306  | 320  | 299  | 292  |

| 1901 | 1906 | 1911 | 1921 | 1926 | 1931 | 1936 | 1946 | 1954 |
| ---- | ---- | ---- | ---- | ---- | ---- | ---- | ---- | ---- |
| 299  | 281  | 252  | 202  | 196  | 220  | 200  | 232  | 226  |

| 1962 | 1968 | 1975 | 1982 | 1990 | 1999 | 2006 | 2011 | 2016 |
| ---- | ---- | ---- | ---- | ---- | ---- | ---- | ---- | ---- |
| 206  | 208  | 233  | 263  | 258  | 296  | 340  | 389  | 455  |

| 2021 | 2022 | - | - | - | - | - | - | - |
| ---- | ---- | - | - | - | - | - | - | - |
| 479  | 487  | - | - | - | - | - | - | - |

## Culture locale et patrimoine

### Lieux et monuments
- Château des XVe, XVIIIe et XIXe siècles et son pigeonnier.

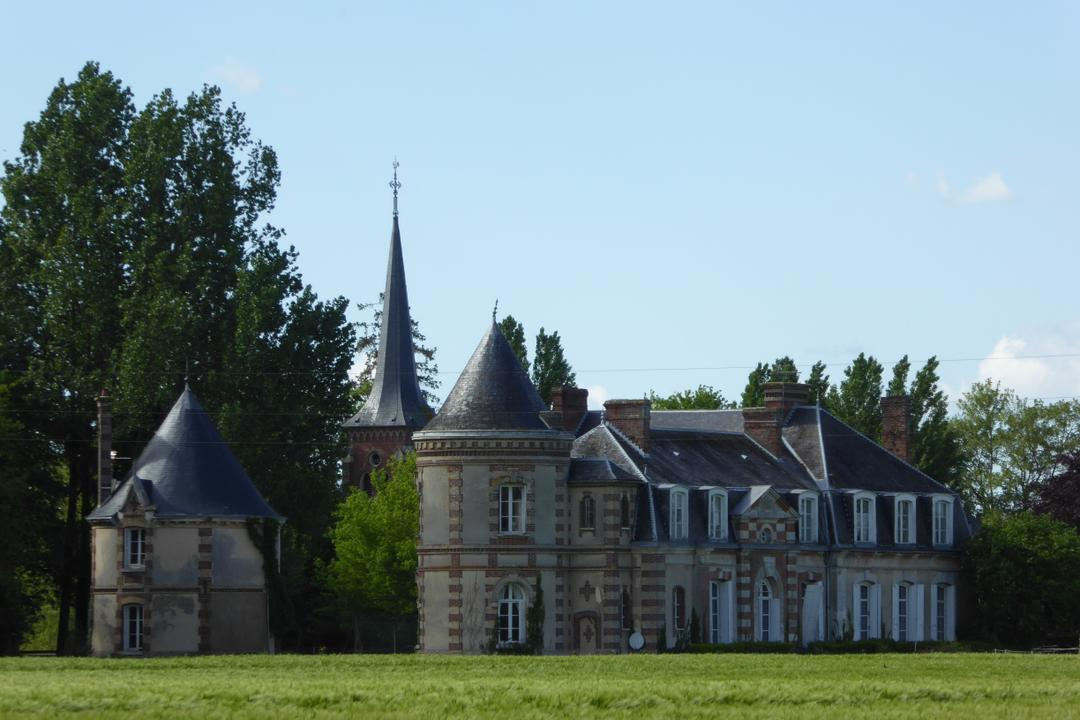
Le château et le pigeonnier-l'église en arrière-plan.

- L'église Saint-Christophe, sous le patronage de l'abbaye Notre-Dame du Bec par don de Guillaume IV de Garlande et de son épouse Idoine (XIIe siècle). L'église est un monument rectangulaire composé d'une nef consacrée en 1477 et d'un chœur du XVIIIe siècle. Une tour carré de flanc de la fin du XIe siècle a été détruite en 1901 et remplacée par une tour de brique et une façade de style Renaissance. Dans cette église se trouve aussi le gisant en marbre blanc de Guy d'Aché († 1608), seigneur de Marbeuf, et de remarquables peintures murales de type Première Renaissance évoquant l'histoire de saint Christophe.
- Calvaire de l'église, offert par M. et Mme Maurice Arnoult, béni le 7 juin 1957.
- Lavoir communal restauré en 1997.
- Four à pain communal.
- Monument aux morts inauguré le 2 juillet 1922.

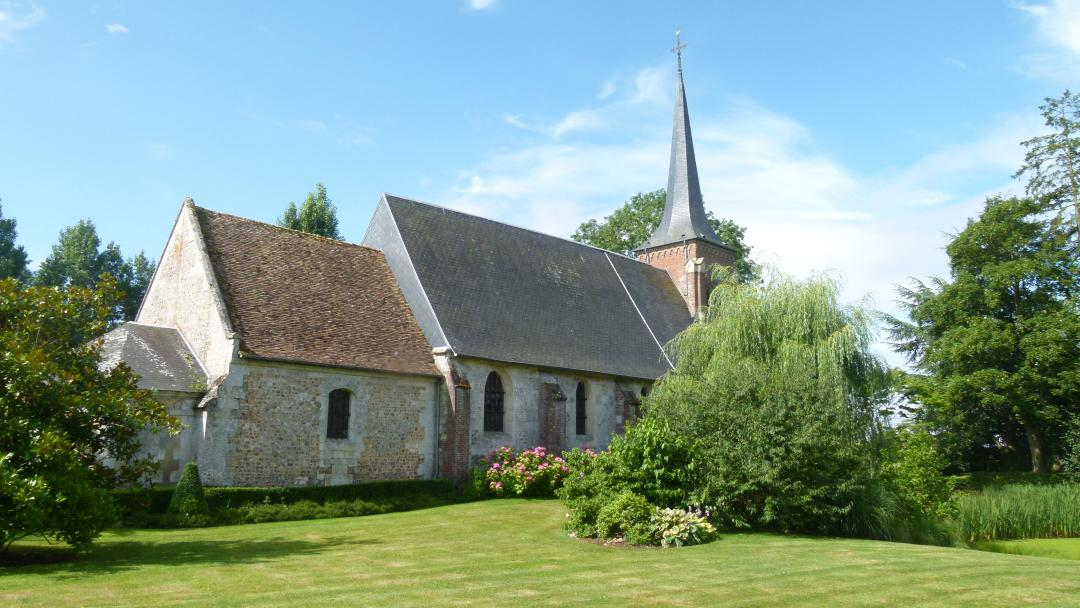
L'église Saint-Christophe.
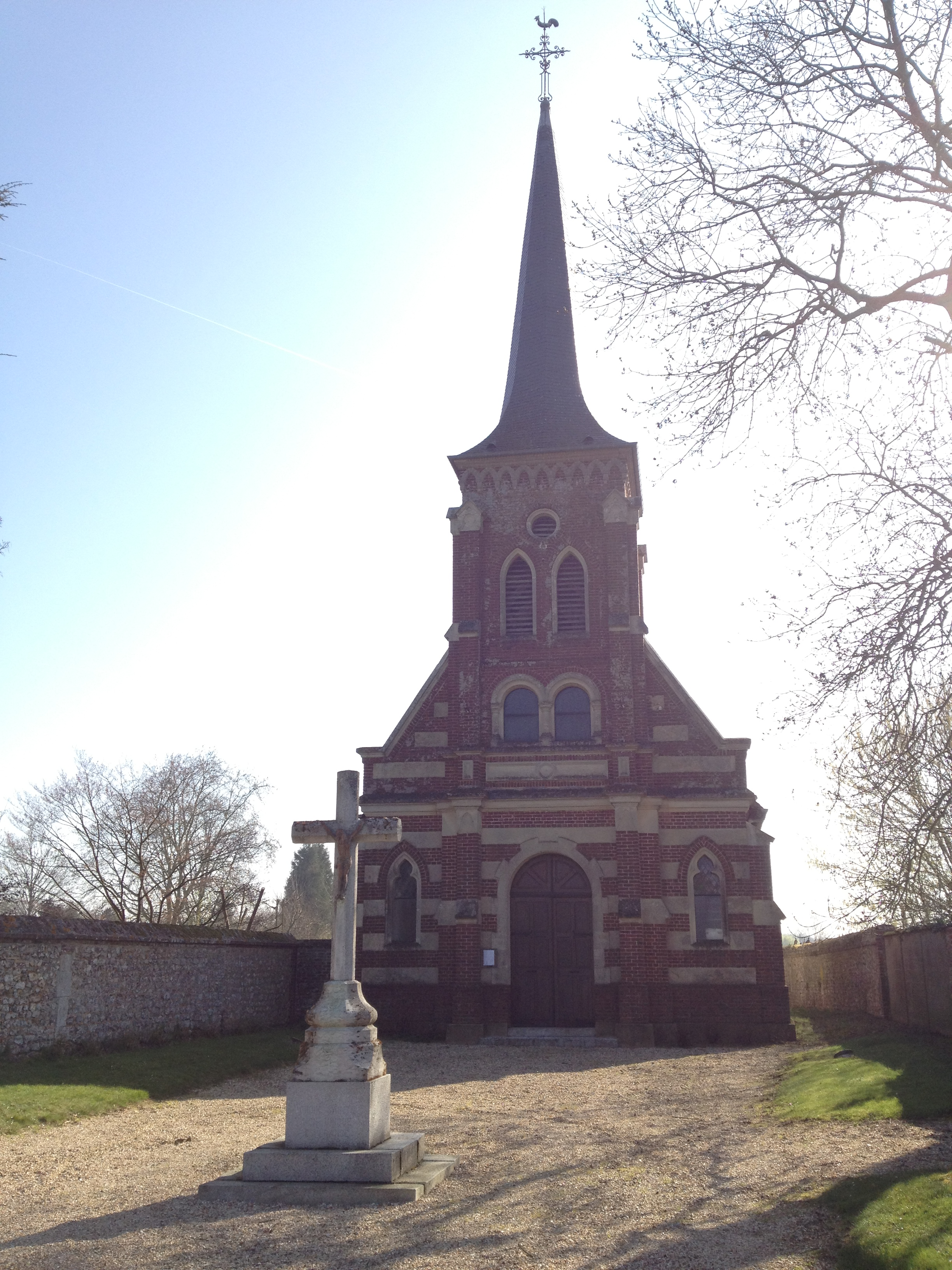
Le calvaire devant l'église.
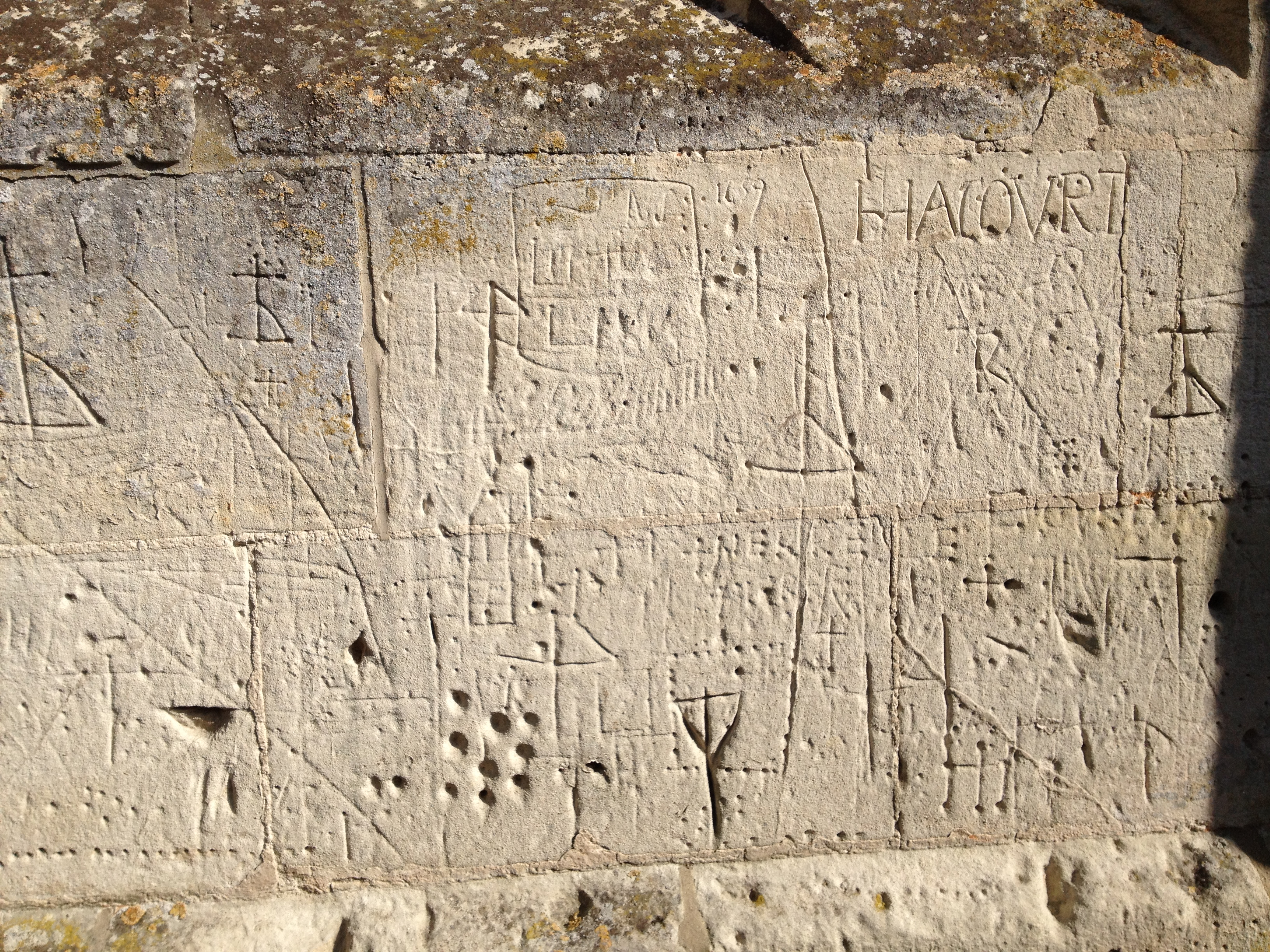
Graffitis sur le soubassement du mur sud.
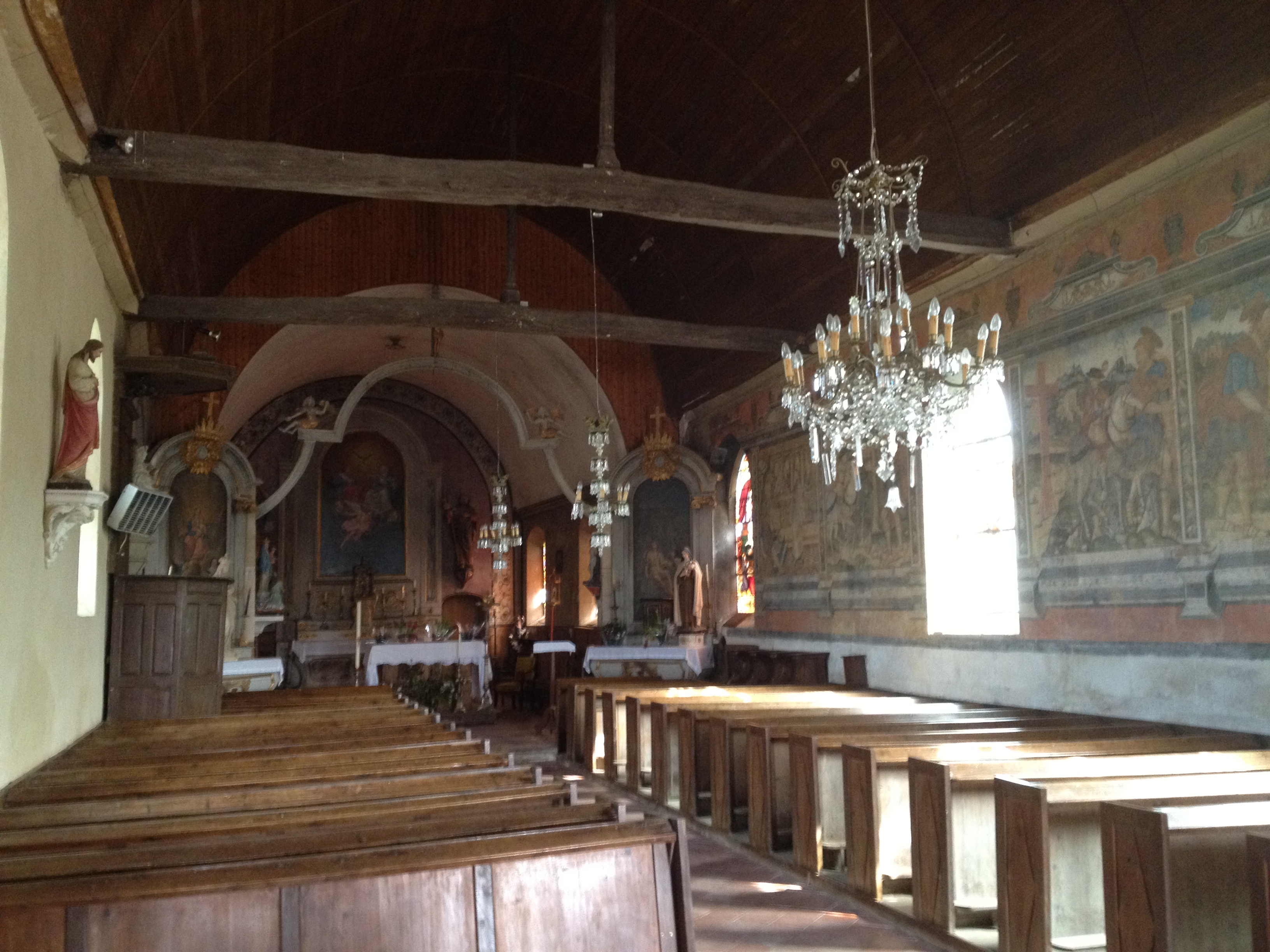
Fresques sur le mur sud.
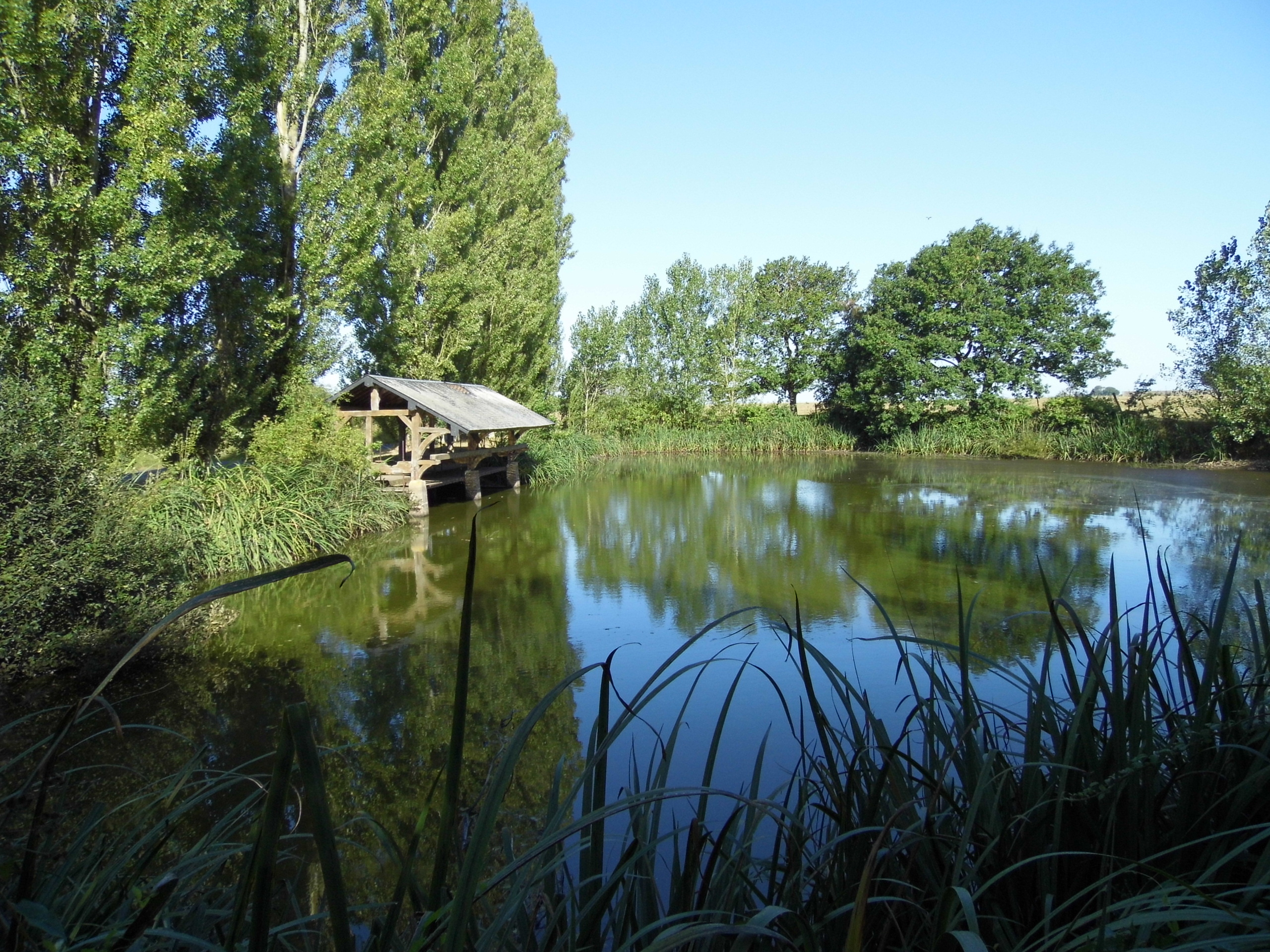
Lavoir.

### Personnalités liées à la commune

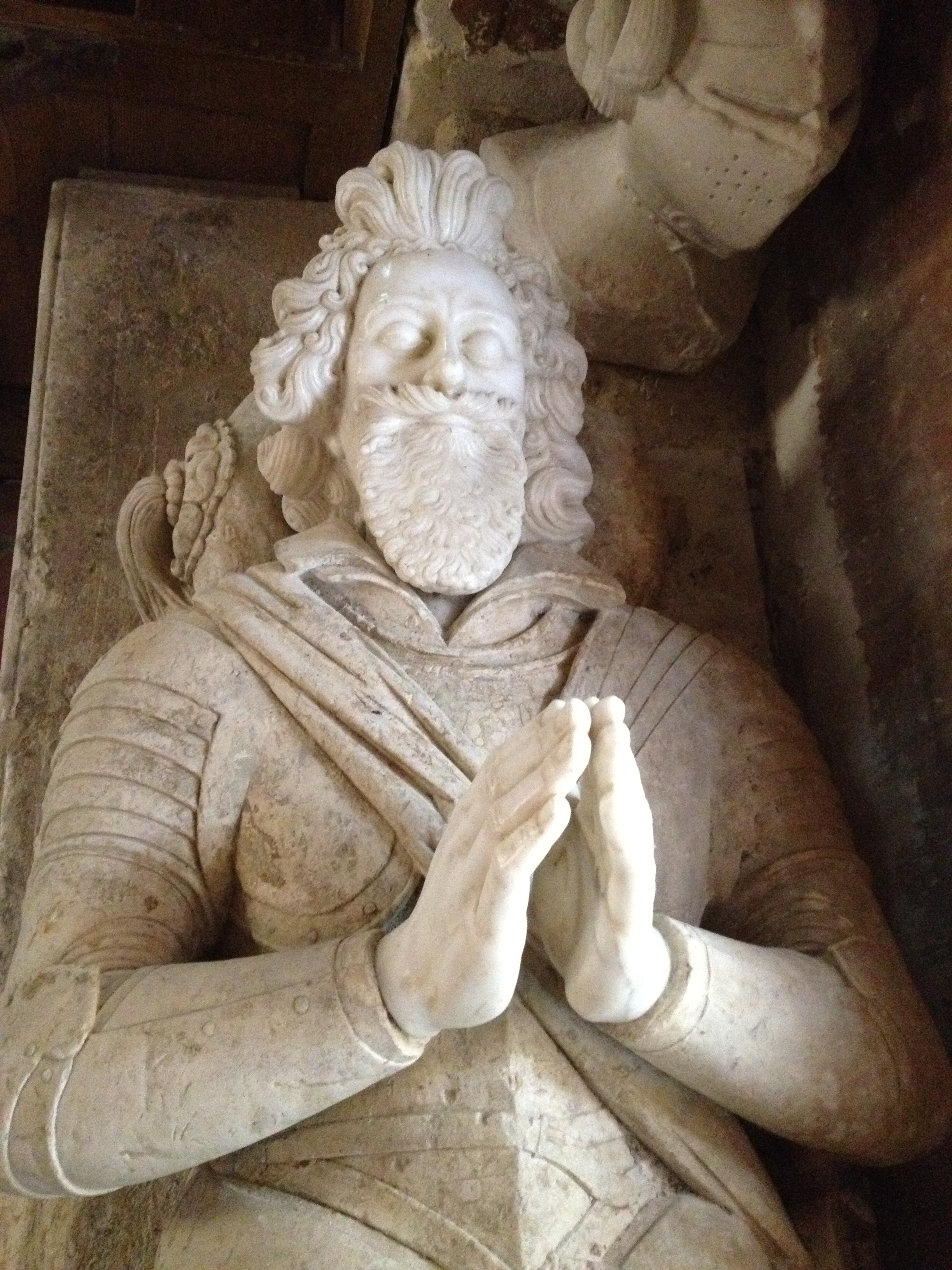
Gisant de Guy d'Aché.

- Guy d'Aché, seigneur de Marbeuf († 1608).
- Anne Antoine d'Aché (1701-1780), seigneur de Marbeuf.
- Charles Louis de Marbeuf (1712-1786), comte de Marbeuf, marquis de Cargèse, gouverneur de la Corse.
- Arnould Galopin, romancier né le 9 février 1863 à Marbeuf et mort en 1934 à Paris, dont le nom a été donné à la salle de fêtes communale.

### Héraldique
| Blason de Marbeuf | Blason  | Écartelé: au 1er de gueules à deux léopards d'or armés et lampassés d'azur l'un au-dessus de l'autre, au 2e coupé, au I chevronné de gueules et d'or, au II d'or à deux fasces de gueules, au 3e d'or au bourdon de pèlerin de gueules, posé en bande et orné en chef d'un rameau de feuillage de sinople, au 4e de gueules à la molette d'éperon d'or; sur le tout, un écu en losange d'azur à la rose d'or, brochant sur la partition. |
| Blason de Marbeuf | Détails | Les deux léopards d'or sur champ de gueules rappellent les armes de la Normandie. Création Denis Joulain. Adopté le 12 novembre 2019. |